# Барзи на Марни
Барзи на Марни (фр. Barzy-sur-Marne) насеље је и општина у североисточној Француској у региону Пикардија, у департману Ен (Пикардија) која припада префектури Шато Тјери.
По подацима из 2011. године у општини је живело 386 становника, а густина насељености је износила 51,13 становника/km². Општина се простире на површини од 7,55 km². Налази се на средњој надморској висини од 63 метара (максималној 231 m, а минималној 62 m).

## Демографија
| 1962. | 1968. | 1975. | 1982. | 1990. | 1999. | 2011. |
| ----- | ----- | ----- | ----- | ----- | ----- | ----- |
| 220   | 231   | 248   | 316   | 359   | 356   | 386   |

График промене броја становника у току последњих година